# الكدية (تمضيت)
الكدية هي إحدى مشيخات المملكة المغربية، تتبع جغرافيا لإقليم تاونات وإداريًا لتمضيت. يقدر عدد سكانها بـ 3596 نسمة حسب الإحصاء الرسمي للسكان والسكنى لسنة 2004.